# Majete
Majete est une ville du nord-est de l'Éthiopie, située dans la zone Semien Shewa de la région Amhara.
Majete a 5 928 habitants en 2007.

## Situation
Majete se trouve vers 1 650 m d'altitude à une vingtaine de kilomètres au nord-ouest de Karakore.
Majete est au sud du woreda Antsokiyana Gemza dont le centre administratif, Mekoye, se trouve à une trentaine de kilomètres à vol d'oiseau vers le nord. Les deux villes sont desservies par des routes secondaires[réf. souhaitée].

## Population
D'après le recensement national de 2007 réalisé par l'Agence centrale de statistique, Majete a 5 928 habitants, elle est la seconde agglomération du woreda après Mekoye qui a 6 619 habitants.